# Brian Shimer
Brian Lee Shimer (Naples, 20 de abril de 1962) es un deportista estadounidense que compitió en bobsleigh en las modalidades doble y cuádruple.
Participó en cinco Juegos Olímpicos de Invierno, entre los años 1988 y 2002, obteniendo una medalla de bronce en Salt Lake City 2002, en la prueba cuádruple (junto con Michael Kohn, Doug Sharp y Daniel Steele), el séptimo lugar en Albertville 1992 (doble) y el quinto en Nagano 1998 (cuádruple).
Ganó tres medallas en el Campeonato Mundial de Bobsleigh, en los años 1993 y 1997.

## Palmarés internacional
| Juegos Olímpicos   | Juegos Olímpicos                | Juegos Olímpicos  | Juegos Olímpicos |
| Año                | Lugar                           | Medalla           | Prueba           |
| ------------------ | ------------------------------- | ----------------- | ---------------- |
| 2002               | Salt Lake City (Estados Unidos) | Medalla de bronce | Cuádruple        |
| Campeonato Mundial |                                 |                   |                  |
| Año                | Lugar                           | Medalla           | Prueba           |
| 1993               | Igls (Austria)                  | Medalla de bronce | Cuádruple        |
| 1997               | Sankt Moritz (Suiza)            | Medalla de bronce | Doble            |
| 1997               | Sankt Moritz (Suiza)            | Medalla de bronce | Cuádruple        |